# Lazar Marin
Lazar Enev Marin (in bulgaro Лазар Енев Марин?; Săedinenie, 9 febbraio 1994) è un calciatore bulgaro, difensore del Krumovgrad.

## Carriera
Ha giocato nella massima serie dei campionati bulgaro e georgiano.